# Dorfkirche Bagemühl

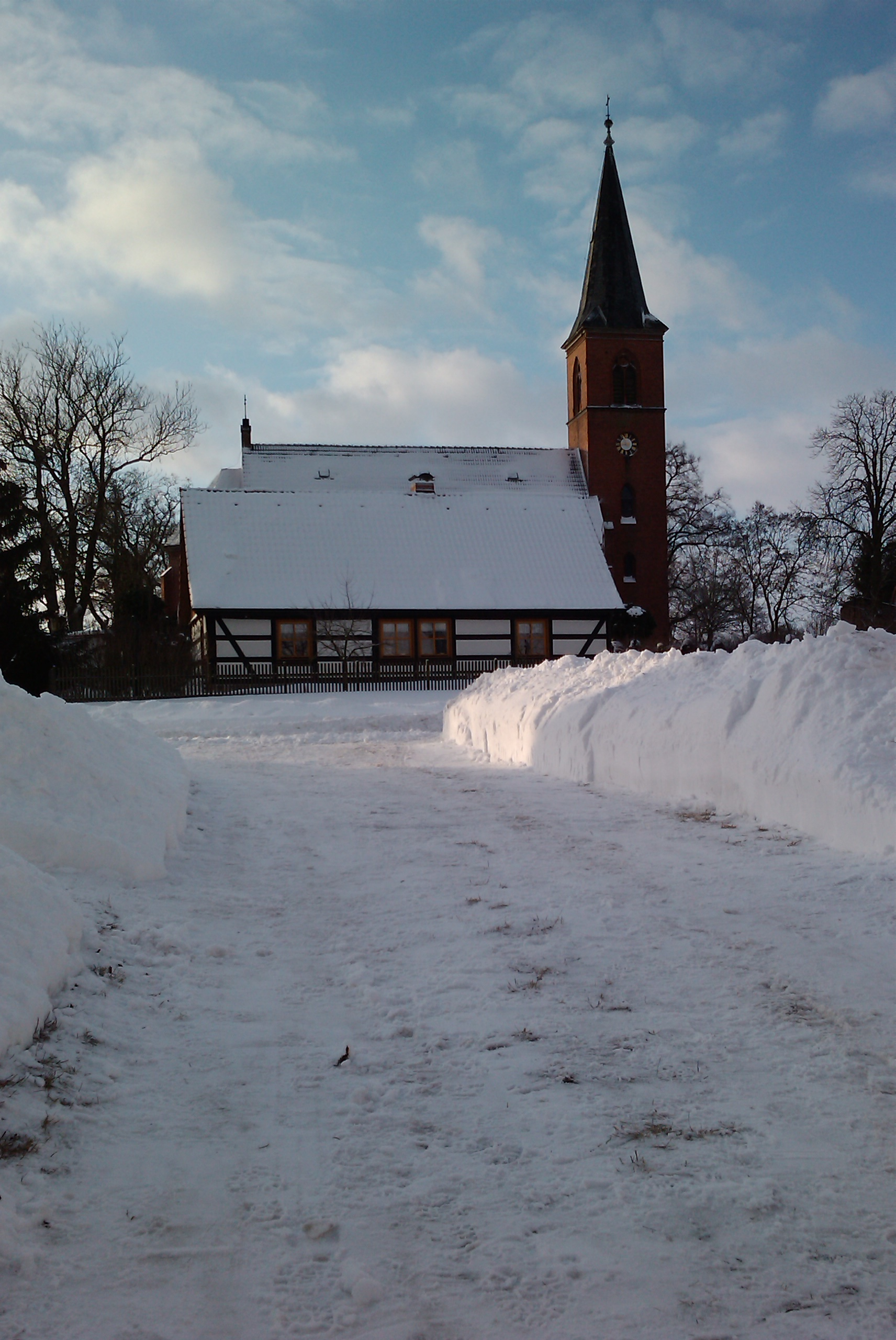
Dorfkirche Bagemühl

Die evangelische, denkmalgeschützte Dorfkirche Bagemühl steht in Bagemühl, einem Ortsteil der Stadt Brüssow im Landkreis Uckermark in Brandenburg. Die Kirche gehört zur Kirchengemeinde Brüssow in der Propstei Pasewalk im Pommerschen Evangelischen Kirchenkreis in der Evangelisch-Lutherischen Kirche in Norddeutschland.

## Beschreibung
Die neugotische Saalkirche wurde 1875/77 erbaut. Sie besteht aus einem Langhaus, bei dem die Außenmauern aus Feldsteinen der Vorgängerkirche aus dem 13. Jahrhundert verwendet wurden, einer polygonalen, von Strebepfeilern gestützten Apsis im Osten und einem Kirchturm aus Backsteinen im Westen, der mit einem achtseitigen Knickhelm bedeckt ist. Sein Erdgeschoss ist innen mit einem Kreuzrippengewölbe überspannt. 
Der Innenraum des Langhauses, in dessen Westen sich eine Empore befindet, ist mit einer Decke auf Unterzügen versehen. Die neugotische Kirchenausstattung, der Altar, die Kanzel und das Taufbecken blieben erhalten. Die Orgel auf der Empore hat sechs Register, ein Manual und ein Pedal. Sie wurde unter Opus 178 von Barnim Grüneberg 1877 gebaut.